# HD86629
HD86629 — хімічно пекулярна зоря спектрального класу
A8 й має  видиму зоряну величину в смузі V приблизно  5,2.
Вона  розташована на відстані близько 106,3 світлових років від Сонця.